# Војислав Вучковић
Војислав Воја Вучковић (Пирот, 18. октобар 1910 — Београд, 25. децембар 1942) био је српски музиколог, композитор и диригент.

## Биографија
Револуционарном студентском покрету приступио је почетком тридесетих година, за време студија у Паризу.
Члан Комунистичке партије Југославије постао је 1933. године. Своју антифашистичку и комунистичку опредељеност изражавао је и у музици (симфонијске поеме „Буревестник“, „Озарени пут“ и др). Фебруара 1934. положио је докторат из филозофије на Карловом универзитету у Прагу, с тезом "Музика као пропагандно средство". Хапшен је у Краљевини због комунистичког деловања.
Био је организатор студентских рецитативних хорова. У његовом стану, у Скадарској улици, држани су илегални партијски састанци. А 1938. године у његовом стану се Јосип Броз Тито састао са групом интелектуалаца-комуниста.
После окупације Краљевине Југославије, априла 1941. године, укључио се у Народноослободилачки покрет. Средином 1941. морао се повући у илегалност, јер је био потказан полицији, али је и даље наставио, активно, да ради. Организатор је акције за прикупљање потписа културних и научних радника, као одговор на „Апел српском народу“.
Ухапшен је 24. децембра 1942. године, а сутрадан је умро, од задобијених рана приликом хапшења и мучења у Специјалној полицији.
Основна музичка школа у Чачку носи његово име, као и музичка школа у Београду.